# Shinji Nakano
Não confunda com o piloto japonês de MotoGP Shinya Nakano.
Shinji Nakano (中野 信治 - Osaka, 1º de abril de 1971) é um automobilista japonês. Seu pai, Tsuneharu, também foi piloto de corridas.

## Carreira
Nakano começou sua carreira no kart, em 1984, sendo um competidor bem-sucedido na modalidade até 1988, quando vai disputar a Fórmula 3 japonesa, no ano seguinte, terminando na sétima colocação no geral.
Em 1990 vai correr na Fórmula Vauxhall-Lotus, onde termina em quinto lugar, com uma vitória. Na Fórmula GM Lotus Series, termina em décimo-sétimo. Permanece na categoria em 1991, agora pela Paul Stewart Racing, fechando a temporada em décimo-segundo. Em 1992, Nakano retorna à F-3 japonesa, pilotando para a Nakajima Racing, equipe do ex-piloto Satoru Nakajima. No mesmo ano, compete na F-3000 japonesa (futura Fórmula Nippon) também pela Nakajima.
Regressa pela segunda vez à F-3 em 1993, desta vez pela Super Nova. Termina a temporada em quinto lugar, com 26 pontos, e permanece na categoria no ano seguinte, encerrando a temporada na terceira posição, com 33 pontos ganhos. Ainda correu novamente na F-3000 japonesa pela equipe Dome, que pretendia correr na F-1 a partir de 1996. Nakano faz testes com o novo carro, mas a Dome abandona o projeto meses depois.

### 1997: Prost
Mesmo com o abandono do projeto da Dome para a F-1, Nakano teria sua primeira chance em 1997, no GP da Austrália, em Melbourne, pela equipe Prost. Sua chagada à equipe francesa foi por um motivo: o carro estava equipado com motores Mugen-Honda. Marcou dois pontos com dois sextos lugares (Canadá e Hungria). Nakano parecia estar garantido para 1998, mas a Prost decidiu dispensar o japonês em virtude da não-renovação do fornecimento de motores com a Mugen, e tendo a Peugeot como nova empresa de propulsores do time, mantendo Olivier Panis e Jarno Trulli.

### 1998: Minardi

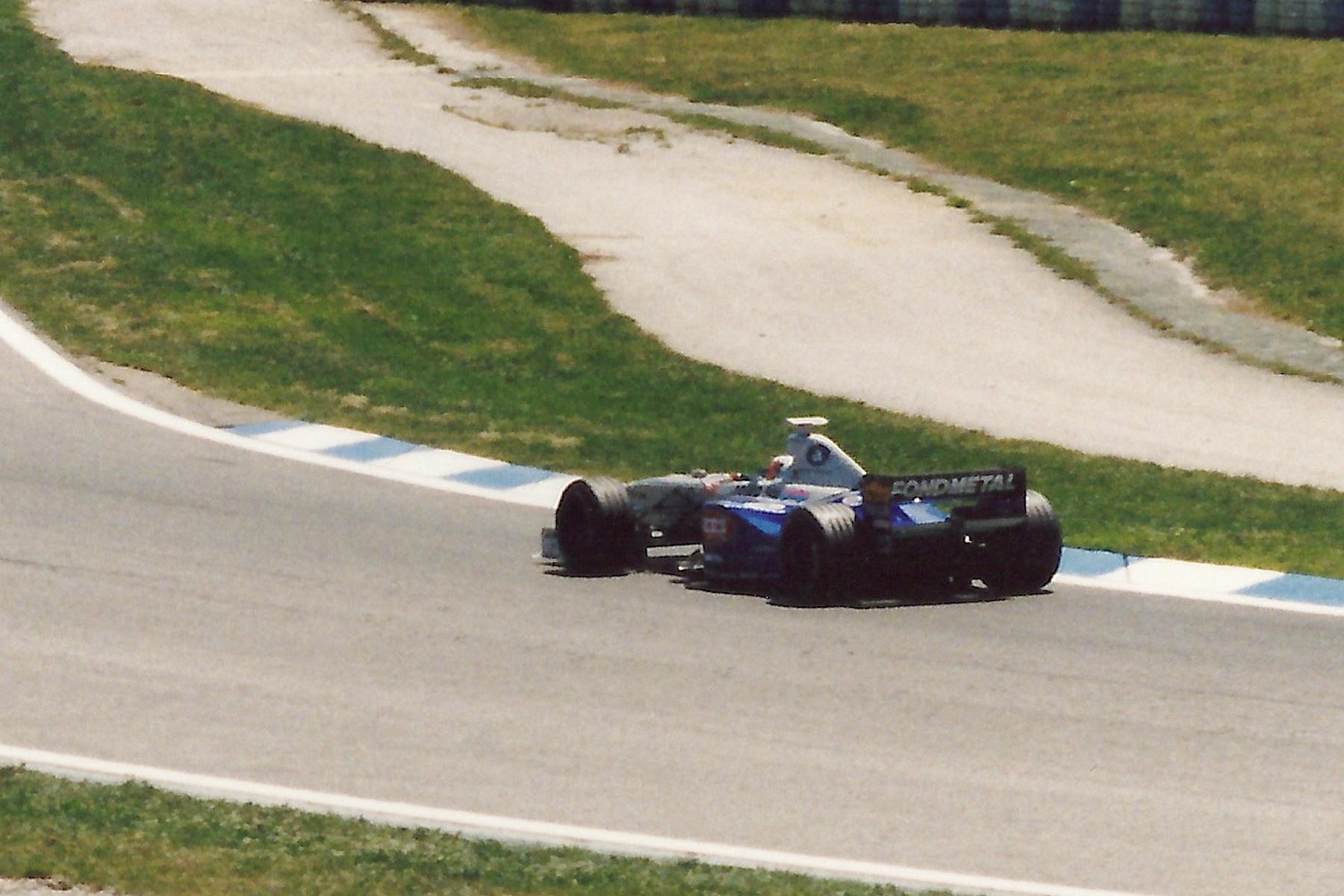
Nakano no GP da Espanha de 1998, pela equipe Minardi.

Depois da dispensa por parte da Prost, Nakano foi contratado pela Minardi para a disputa da temporada de 1998, mas ao contrário de 1997, terminou sem pontos. Sua derradeira corrida foi no Japão, onde abandonou por problemas no regulador de pressão de seu carro. Ele passou todo o ano de 1999 como test-driver da equipe Jordan, que utilizava motores Mugen-Honda desde 1998, mas não ganhou chances no time irlandês.

## Após a Fórmula 1
Sem mais espaço na F-1 desde que foi dispensado do cargo de test-driver da Jordan, Nakano se mudou para a extinta CART (futura Champ Car), primeiramente na Walker, sucedendo Gil de Ferran, tendo como melhor resultado um oitavo lugar em Houston, e entre 2001 e 2002, na Fernández Racing, sendo um quarto lugar no GP de Toronto a sua melhor posição de chegada.
Em 2003, disputou duas corridas pela IRL (Motegi e Indy 500) pela Beck Motorsports, terminando a Indy 500 na décima-quarta posição.

## Le Mans

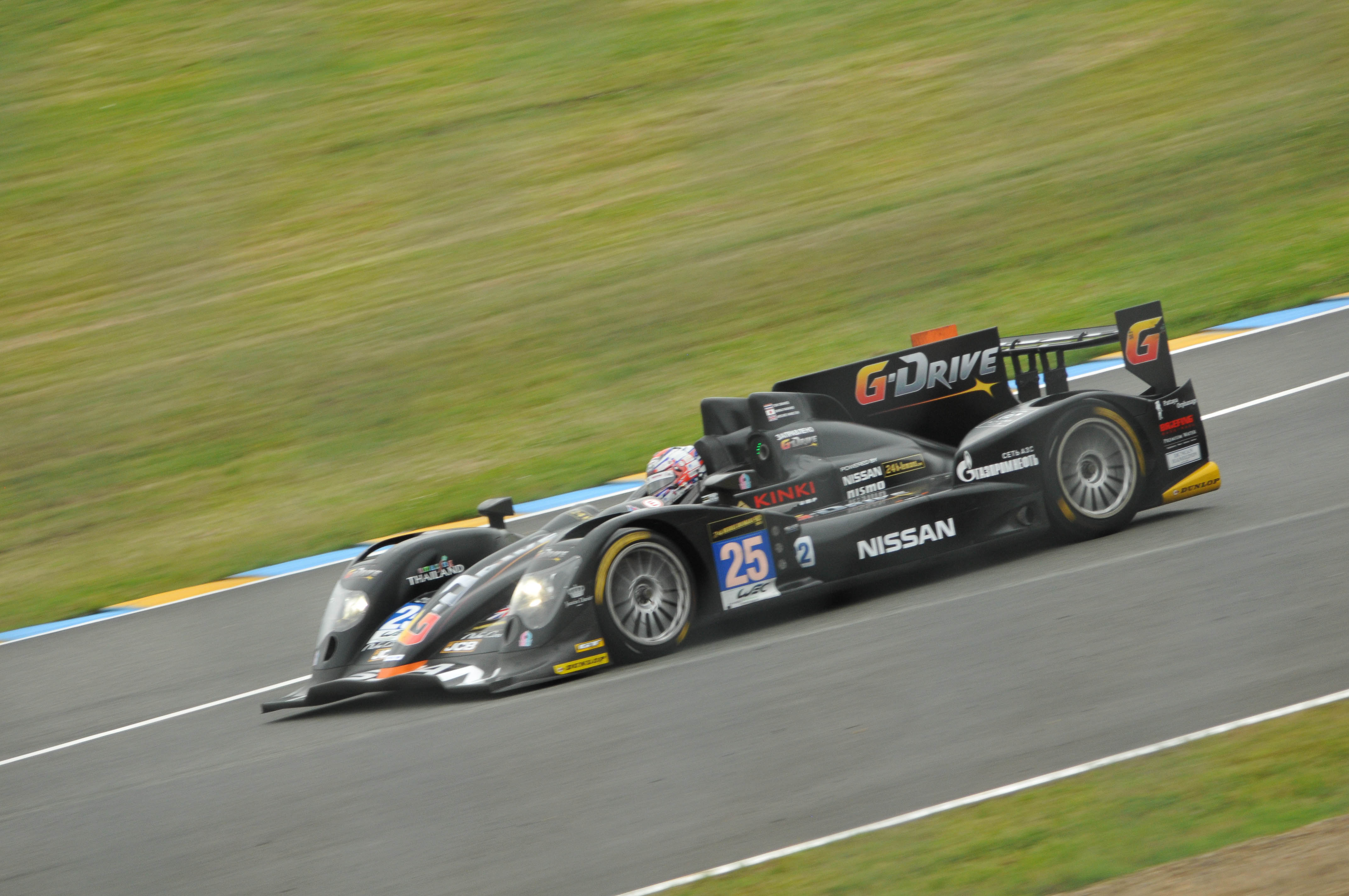
Nakano nas 24 Horas de Le Mans de 2013.

Nakano competiu também nas 24 Horas de Le Mans, estreando em 2005, pela Courage Compétition, ao lado dos franceses Jonathan Cochet e Brice Jouanny. Em 2008 correu pela equipe Epsilon Euskadi, tendo como companheiros de time o sueco Stefan Johansson e o francês Jean-Marc Gounon.
Retornou à famosa competição de protótipos em 2011, pela equipe OAK Racing, ao lado do belga Nicolas de Crem e do tcheco Jan Charouz. O trio terminou a corrida na quinta posição na classe LMP2, e em décimo-quarto na classificação geral.

### Resumo da carreira
- 1984-1988: Compete no kart, ganhando várias corridas.
- 1989: Sétimo lugar na classificação geral na Fórmula 3 japonesa.
- 1990: Disputa o Campeonato Europeu de Fórmula Opel-Lotus, conquistando uma vitória.
- 1991: Continua na Fórmula Opel Lotus.
- 1992: Volta à F-3 japonesa e corre também na Fórmula 3000.
- 1993-1994: Novo retorno à F-3 nipônica.
- 1995-1996: Corre na Fórmula 3000 japonesa.
- 1997: Estréia na Fórmula 1, pela Prost. Marca dois pontos.
- 1998: Disputa o campeonato pela Minardi. Não pontua nesse ano.
- 1999: Ocupa o posto de test-driver da Jordan.
- 2000: Estréia na Champ Car, pela Walker Racing. Marca doze pontos. Melhor colocação: dois oitavos lugares em Miami e Houston.
- 2001: É contratado pela Fernández Racing. Melhor resultado: oitavo lugar em Motegi. Soma onze pontos no campeonato.
- 2002: Continua na Fernández. É a sua melhor temporada na Champ Car - seu melhor resultado é um quarto lugar em Toronto. Termina o campeonato em décimo sétimo, com 43 pontos.
- 2003: Corre as 500 milhas de Indianápolis pela Beck Motorsports. Chega em décimo quarto lugar.
- 2004-2005: Se afasta das corridas de monopostos.
- 2006-2008: Corre as 24 horas de Le Mans.
- 2011: Retorna a Le Mans pela OAK Racing. Termina a prova na quinta posição, representando a classe LMP2.

### Registros na Fórmula 1
(legenda)
| Ano  | Equipe  | 1       | 2       | 3       | 4       | 5       | 6       | 7     | 8       | 9      | 10     | 11      | 12      | 13     | 14      | 15      | 16      | 17     | Equipe  | Pontos | Posição. |
| ---- | ------- | ------- | ------- | ------- | ------- | ------- | ------- | ----- | ------- | ------ | ------ | ------- | ------- | ------ | ------- | ------- | ------- | ------ | ------- | ------ | -------- |
| 1997 | Prost   | AUS 7   | BRA 14  | ARG Ret | SMR Ret | MON Ret | ESP Ret | CAN 6 | FRA Ret | GBR 11 | GER 7  | HUN 6   | BEL Ret | ITA 11 | AUT Ret | LUX Ret | JPN Ret | EUR 10 | Prost   | 2      | 18°      |
| 1998 | Minardi | AUS Ret | BRA Ret | ARG 13  | SMR Ret | ESP 14  | MON 9   | CAN 7 | FRA 17  | GBR 8  | AUT 11 | GER Ret | HUN 15  | BEL 8  | ITA Ret | LUX 15  | JPN Ret |        | Minardi | 0      | NC       |